# Acacia nigricans
Espèce
Classification phylogénétique
Acacia nigricans est une espèce de plantes à fleurs de la famille des Fabaceae. C'est un arbuste endémique sur la côte sud de l'Australie-Occidentale.

## Dénomination
Dans le langage vernaculaire, il est appelé mimosa alors qu'il appartient au genre des Acacia  de la taxonomie scientifique.

## Description
C'est un arbuste qui va de 40 cm à 2 mètres de hauteur. Il donne des fleurs jaunes, globuleuses entre le milieu de l'hiver et la fin du printemps.